# Radio Oranje Nationaal
Radio Oranje Nationaal was een Nederlandse regionale radiozender van de eigenaren van televisiezender TV Oranje. Radio Oranje Nationaal bracht vooral muziek uit Nederland.
De zender ging van start in Brabant na het overnemen van de frequenties van Royaal FM. Vanaf 16 september 2011 is de zender ook te ontvangen in de regio Arnhem-Nijmegen. In 2013 werd bekend dat Radio Oranje Nationaal zal worden gewijzigd in RadioNL. RadioNL en Radio Oranje Nationaal waren al eigendom van dezelfde eigenaar.